# The Big Black and the Blue
 (mai 2016).
Si vous disposez d'ouvrages ou d'articles de référence ou si vous connaissez des sites web de qualité traitant du thème abordé ici, merci de compléter l'article en donnant les références utiles à sa vérifiabilité et en les liant à la section « Notes et références ».
Albums de First Aid Kit
Drunken Trees (EP)
(2008) The Lion's Roar
(2012)
Singles
1. Ghost Town
Sortie : 27 septembre 2010

The Big Black and the Blue est le premier album du groupe suédois First Aid Kit, sorti en 2010 et composé de 11 titres.

## Titres
Toutes les chansons sont composées par Klara et Johanna Söderberg.
| 1.    | In the Morning         | 2:36 |
| 2.    | Hard Believer          | 3:40 |
| 3.    | Sailor Song            | 2:44 |
| 4.    | Waltz for Richard      | 2:49 |
| 5.    | Heavy Storm            | 3:21 |
| 6.    | Ghost Town             | 4:47 |
| 7.    | Josefin                | 3:31 |
| 8.    | A Window Opens         | 2:21 |
| 9.    | Winter Is All Over You | 3:59 |
| 10.   | I Met Up with the King | 2:49 |
| 11.   | Wills of the River     | 4:19 |
| 42:10 |                        |      |

| 12. | All My Trials | 3:34 |

| 12. | I'm Building Myself A Boat | 3:22 |

## Crédits
- Production, Chants, instrumentation, Mixage (pistes 1, 3 à 12), conception & création pochette : Klara et Johanna Söderberg.
- Batterie : Charlie Smoliansky (piste 1, 3, 5, 8, 10 )
- Mixage : Benkt Söderberg (pistes 1, 3 à 12) / Johan Gustavsson (piste 2)
- Mastering : Erik Broheden (pistes 1 à 11) / Henrik Jonsson (piste 12)